# Eliseu Pereira
Eliseu Pereira dos Santos (Angra do Heroísmo, Isla Terceira, Portugal, 1 de octubre de 1983) es un futbolista portugués. Juega de lateral izquierdo y actualmente se encuentra libre.

## Trayectoria
En su primera temporada en el Málaga C.F. ya destacó como jugador de segundas partes ya que casi siempre solía sustituir a algún compañero para los minutos decisivos. Su velocidad y capacidad para el desborde son sus mayores virtudes.
El jugador portugués fue convocado, el día 5 de febrero de 2009, por primera vez en su carrera profesional, por la selección absoluta de Portugal. El seleccionador Carlos Queiroz creyó en él para el partido de preparación para el mundial frente a Finlandia. La buena temporada que realizó el extremo, por entonces malaguista, fue el aliciente para su convocatoria.
El 25 de junio de 2009, el extremo luso ficha por la Lazio italiana después de que el equipo romano desembolsara una cantidad cercana al millón de euros.
En octubre de 2009, el jugador manifiesta su interés por volver al Málaga C.F., posiblemente cedido, ya que no estaba teniendo oportunidades en la Lazio.
El 7 de enero de 2010 el jugador fue cedido por la Lazio al Real Zaragoza con una opción de compra.
Tras un largo periodo de negociaciones donde el fichaje se estancó durante un tiempo, el 16 de julio de 2010 fue presentado oficialmente por el Málaga C.F. como nuevo jugador, convirtiéndose en el primer fichaje de la era Al-Thani.
Fue autor del segundo gol del Málaga contra el Panathinaikos griego en la fase previa de la UEFA Champions League en la temporada 2012/2013. Finalmente, el Málaga CF se llevaría la eliminatoria, haciendo Eliseu un gran papel y consiguiendo un hito histórico: que el Málaga jugase por primera vez en su historia en la máxima competición de clubes europeos.
El 24 de julio del 2014 el Málaga Club de Fútbol anuncia el traspaso del jugador al Sport Lisboa e Benfica una cantidad de entre 1 y 1,5 millones de euros (más pluses si logra ganar algún título) y el jugador se garantiza un contrato de tres temporadas con el equipo luso y un sueldo más alto del que tenía actualmente con el Málaga después de su reciente renovación.

### Participaciones en Eurocopas
| Copa          | Sede    | Resultado |
| ------------- | ------- | --------- |
| Eurocopa 2016 | Francia | Campeón   |

## Clubes
| Club          | País     | Año       | Partidos | Goles |
| ------------- | -------- | --------- | -------- | ----- |
| Os Belenenses | Portugal | 2002-2005 | 35       | 1     |
| Varzim SC     | Portugal | 2005-2006 | 16       | 3     |
| Os Belenenses | Portugal | 2006-2007 | 17       | 1     |
| Málaga CF     | España   | 2007-2009 | 77       | 11    |
| Lazio         | Italia   | 2009-2010 | 2        | 0     |
| Real Zaragoza | España   | 2010      | 21       | 2     |
| Málaga CF     | España   | 2010-2014 | 137      | 16    |
| S. L. Benfica | Portugal | 2014-2018 | 107      | 4     |

## Selecciones
| Selección                              | Período   | PJ | Goles |
| -------------------------------------- | --------- | -- | ----- |
| Selección de fútbol sub-20 de Portugal | 2004      | 2  | 1     |
| Selección de fútbol sub-21 de Portugal | 2004      | 2  | 0     |
| Portugal B                             | 2009      | 1  | 1     |
| Portugal                               | 2009-2017 | 19 | 1     |